# Caecilius Maior
Caecilius Maior (sein Praenomen ist nicht bekannt) war ein im 2. Jahrhundert n. Chr. lebender Angehöriger des römischen Ritterstandes (Eques).
Durch ein Militärdiplom, das auf den 23. März 179 datiert ist, ist belegt, dass Maior im Jahr 179 Kommandeur der Cohors II Thracum war, die zu diesem Zeitpunkt in der Provinz Aegyptus stationiert war. Der Centurio Caecillius, der in einer Inschrift aufgeführt ist und der in derselben Cohors II Thracum diente, dürfte mit dem Kommandeur Caecilius nichts zu tun haben.